# Žužemberk (plaats)
Žužemberk (Duits: Seisenberg) is een plaats in Slovenië en maakt deel uit van de gemeente Žužemberk in de NUTS-3-regio Jugovzhodna Slovenija. De plaats telde 1.081 inwoners op 1 januari 2020.
Aan het eind van de 14de eeuw kreeg het marktrechten en beschikte het over verschillende ijzerovens.
Žužemberk beschikt over een kasteel, dat zowel tijdens de renaissance en barok verbouwd werd. In 1945 werd het kasteel grotendeels verwoest; naoorlogse restauratiewerkzaamheden hebben het gebouw slechts gedeeltelijk in oude staat hersteld, voornamelijk de ommuring. Tijdens de Tweede Wereldoorlog werd ook de parochiekerk van de HH. Hermagoras en Fortunatus verwoest, die eerst in 1994 opnieuw werd ingewijd. De kerk van H. Jacobus in het centrum van Žužemberk viel eveneens ten prooi aan de hamer, deze echter na de oorlog. De kerk van de H. Nicolaas is de enige, die de tijd heeft doorstaan.